# Arenicola defodiens
Arenicola defodiens är en ringmaskart som beskrevs av Cadman och Nelson-Smith 1993. Arenicola defodiens ingår i släktet Arenicola och familjen Arenicolidae. Arten är reproducerande i Sverige. Inga underarter finns listade i Catalogue of Life.